# Payday 2
Payday 2 es un videojuego de disparos en primera persona multijugador cooperativo, desarrollado por Overkill Software. Es la secuela de Payday: The Heist, título lanzado en el año 2011 por la misma empresa. Payday 2 fue originalmente publicado el 13 de agosto de 2013 para las plataformas PlayStation 3, Xbox 360 y Microsoft Windows. En el año 2015 se publicó una versión mejorada para PlayStation 4 y Xbox One. En diciembre de 2017, se anunció que el título llegaría a Nintendo Switch y que su fecha de lanzamiento sería en febrero de 2018.
El objetivo del juego es ganar el máximo dinero posible realizando atracos a bancos, joyerías y museos, evitando a las fuerzas de seguridad. El juego está ambientado en la ciudad de Washington. Payday 2 tuvo un buen éxito comercial, superando el millón y medio de juegos vendidos, siendo el 80% de sus ventas correspondientes a la ediciones digitales del juego en las plataformas de PlayStation 3, Xbox 360 y Microsoft Windows.

## Mecánicas del juego
El juego consiste en una serie de "asaltos", en donde el jugador puede optar por llevarlos a cabo por su cuenta, o en una partida multijugador, en donde puede jugar con compañeros manejados mediante inteligencia artificial, o con otros jugadores. Existen varios tipos de trabajos, desde asaltos a bancos, crear fraude electoral, robo de piezas de museo hasta el asalto y captura de ojivas nucleares. Algunas de estas misiones ponen un énfasis en ser jugadas en sigilo (sin sonar la alarma), generalmente brindando experiencia y/o dinero extra de ser completadas de esta manera. Existen hasta el momento siete niveles de dificultad (Normal, Difícil, Muy difícil ,Overkill, Mayhem, Death Wish y Death Sentence), cada uno de ellos brindando recompensas más grandes dependiendo de su complejidad además de contar con un gran arsenal de armas para acabar más fácilmente las misiones e invertir dinero en mejores armas las cuales las puedes modificar a tu gusto hay desde pistolas hasta ametralladoras ligeras todas 100% modificables al ir encontrando modificaciones disponibles o en stock en las tarjetas
que encuentras al final de un "contrato" exitoso.
La selección de niveles se encuentra estilizada como una página web, Crime.net, en donde "contratos" o misiones aparecen sobre un mapa de la ciudad de Washington. Desde esta interfaz, el jugador puede crear un contrato nuevo o unirse a una partida existente con otros jugadores. Algunas misiones se desarrollan durante varias fases denominadas días, cada fase empieza en cuanto termina la anterior. 
Cada día representa un mapa nuevo con objetivos diferentes, recibiendo la recompensa sólo al final. En caso de ser detectado por la policía en alguno de estos días, el juego puede agregar un mapa de "escape" en donde el intento de escape de la policía falló y es necesario huir con todo el botín posible hacia una nueva vía de escape.
La gran mayoría de los atracos se puede resolver en sigilo. Si los jugadores evitan ser detectados por cámaras, detectores de movimiento, láseres, guardias de seguridad o civiles (estos últimos pudiendo ser tomado como rehenes), la alarma no sonará y los jugadores recibirán un bonus de experiencia. De lo contrario, los jugadores deberán realizar todos los objetivos, asegurar el botín en el lugar indicado en el mapa y escaparse bajo la presión constante de un asalto policial. La mayoría de los enemigos en Payday 2 son parte de las fuerzas policiales de la ciudad de Washington, como también grupos de asaltos de GenSec, una empresa de seguridad privada Y Z.E.A.L Legión de fuerzas elite Z (Estas fuerzas de elite solo podremos encontrarlas en la dificultad Death Sentence).

## Contenido descargable
El juego cuenta con varios DLCs (expansiones lanzadas por la empresa desarrolladora). Estas expansiones son de pago, aunque algunas son gratis. Recientemente, Overkill Software ha lanzado una versión ''ultimate'' , sólo para steam, que contiene todas las expansiones gratis (Exceptuando a "h3h3 Character Pack" y "Jacket Character Pack".
En total hay 49 expansiones, en las que hay diversos atracos, armas, modificaciones para estas, máscaras y personajes exclusivos.
| - The Diamond Store Heist - The Charlie Santa Heist - The Death Wish Update - The Election Day Heist - The Shadow Raid Heist - John Wick Character Pack - The Hoxton Breakout Heist - Old Hoxton Character Pack - The Official Soundtrack - Armored Transport - Gage Weapon Pack #01 - A Merry Payday Christmas Soundtrack - The Infamy Update - Gage Weapon Pack #02 - Gage Mod Courier - Gage Sniper Pack - The Big Bank Heist - Gage Shotgun Pack - Gage Assault Pack - Hotline Miami - Gage Historical Pack - The Diamond Heist - Clover Character Pack - The Bomb Heists - Dragan Character Pack - Tailor Pack 01 - Tailor Pack 02 - Tailor Pack 03 - Weapon Color Pack 01 - Weapon Color Pack 02 - Weapon Color Pack 03 | - The OVERKILL Pack - The Butcher's AK/CAR Mod Pack - The Butcher's BBQ Pack - The Butcher's Western Pack - The OVERKILL B-Sides Soundtrack - The Alesso Heist - The Golden Grin Casino Heist - Sokol Character Pack - Gage Ninja Pack - Yakuza Character Pack - Gage Chivalry Pack - The Point Break Heists - The Goat Simulator Heist - Wolf Pack - Sydney Character Pack - Biker Character Pack - The Biker Heist - John Wick Weapon Pack - Gage Spec Ops Pack - Scarface Character Pack - Scarface Heist - John Wick Heists - Gage Russian Weapon Pack - h3h3 Character Pack - Border Crossing heist - Cartel Optics Mod Pack - Breakfast in Tijuana Heist - Federales Weapon Pack - Fugitive Weapon Pack - Gunslinger Weapon Pack - Buluc's Mansion Heist |

## Recepción

### Crítica
Payday 2 ha recibido críticas generalmente buenas de los críticos profesionales. El videojuego ha recibido el Premio Golden Joystick 2013 al Mejor Multijugador.

### Ventas
Payday 2 es el primer juego de Overkill en tener una versión comercial. El director de Payday 2, David Goldfarb, afirmó que "Payday 2 se ha convertido en un juego demasiado encargado obligando a fabricar grandes cantidades de copias para salvaguardar el lanzamiento en Xbox Live y PlayStation Network." Los informes de las fuertes ventas en su primera semana causaron una escasez en la que llevaron a 505 Games (Afiliada con los desarrolladores de la sociedad Starbreeze Studios) para trabajar con los minoristas en la distribución de más copias del juego. El juego todavía se distribuye a través de PlayStation Network, Xbox Live y los servicios previstos. El 8 de agosto de 2013, poco menos de una semana antes del lanzamiento, Starbreeze Studios confirmó que el juego era rentable a partir de pre-pedidos, cubriendo todo el dinero invertido por los editores 505 Games. Todo nuevo beneficio se dividirá entre el estudio y el editor.

## Requisitos del sistema para Linux y Steam OS

### Requisitos mínimos
- Sistema operativo: Cualquier distribución Linux actual orientada al escritorio: Ubuntu, Debian, Fedora, Arch Linux, Linux Mint, openSuse, Windows 7
- Procesador: 2 GHz Intel Dual Core Processor
- Memoria: 4GB de memoria RAM.
- Tarjeta gráfica: Nvidia & AMD (512MB VRAM)
- Disco duro: 83 GB de espacio libre.
- DirectX: Versión 9.0c

### Requisitos recomendados
- Sistema operativo: Windows 10
- Procesador: 2.3 GHz Intel Quad Core Processor
- Memoria: 8GB de memoria RAM
- Tarjeta gráfica:  Nvidia & AMD (1GB VRAM)
- Disco duro: 83 GB de espacio libre

## Requisitos del sistema para Microsoft Windows

### Requisitos mínimos
- Sistema operativo: Windows 7/Windows 8/Windows 8.1/Windows 10.
- Procesador: 2 GHz Dual Core Procesador.
- Memoria: 2 GB RAM.
- Tarjeta gráfica: NVIDIA GeForce 6800 /ATI Radeon HD 2600 (256MB mínimo).
- Disco duro: 30 GB de espacio libre.
- Sonido: Compatible con DirectX 9.0c.

### Requisitos recomendados
- Sistema operativo: Windows 7/Windows 8/Windows 8.1/Windows 10.
- Procesador: 2.3 GHz Quad Core Procesador.
- Memoria: 3 GB de RAM.
- Tarjeta gráfica: NVIDIA GeForce GTX460/ATI Radeon HD 5850 (512MB) DirectX: 9.0c.
- Disco duro: 60 GB de espacio libre.
- Sonido: Compatible con DirectX 9.0c.